# Municipio de Vernon (condado de Washington)
El municipio de Vernon (en inglés: Vernon Township) es un municipio ubicado en el condado de Washington, en el estado estadounidense de Indiana. En el año 2010 tenía una población de 669 habitantes y una densidad poblacional de 7,58 personas por km².

## Geografía
Según la Oficina del Censo de los Estados Unidos, tiene una superficie total de 88.31 km², de la cual 88,14 km² corresponden a tierra firme y (0,19 %) 0,17 km² es agua.

## Demografía
Según el censo de 2010, había 669 personas residiendo en el municipio de Vernon. La densidad de población era de 7,58 hab./km². De los 669 habitantes, el municipio de Vernon estaba compuesto por el 99,1 % blancos, el 0,15 % eran afroamericanos, el 0,15 % eran asiáticos, el 0,3 % eran de otras razas y el 0,3 % eran de una mezcla de razas. Del total de la población el 0,6 % eran hispanos o latinos de cualquier raza.